# Chelostoma
Chélostomes
Genre
Chelostoma (les chélostomes) est un genre d'abeilles solitaires de la famille des Megachilidae. Ces abeilles se rencontrent principalement dans l'hémisphère nord, notamment en Europe, en Asie et en Amérique du Nord.

## Description
Les abeilles du genre Chelostoma sont de petite taille (3,5 à 9 mm), la plus grande espèce, Chelostoma grande (Nylander, 1852), atteignant 14 mm. Elles présentent un corps élancé, à la cuticule noire. Certaines espèces arborent également des bandes pileuses blanches sur l'abdomen, bien que les plus petites espèces en soient dépourvues. Comme toutes espèces de la famille des Megachilidae, les femelles collectent le pollen grâce à une brosse de récolte située sous leur abdomen.  

## Biologie
Toutes les espèces de ce genre sont solitaires et construisent leur nid dans des cavités linéaires naturelles préexistantes, comme des tiges creuses ou galeries creusées par d'autres insectes dans le bois. Ces cavités sont divisées en plusieurs cellules de couvain alignées (généralement 2 à 3, parfois jusqu’à 5), chacune contenant une réserve de pollen et de nectar pour le développement de la progéniture. La femelle y dépose un œuf, qui, une fois éclos, se nourrira de ses provisions avant de se tisser un cocon dans lequel la larve se métamorphosera. Le développement s’arrête à l’état de pupe ou de pré-pupe, selon l'espèce, stade auquel l’individu passera l’hiver. Les cloisons séparant les cellules sont construites à partir de boue, souvent liée par du nectar et sécrétions salivaires formant une sorte de mortier naturel. La boue est également utilisée pour bouchonner le nid et souvent mélangée de petites particules diverses, comme du sable ou de petits cailloux.  

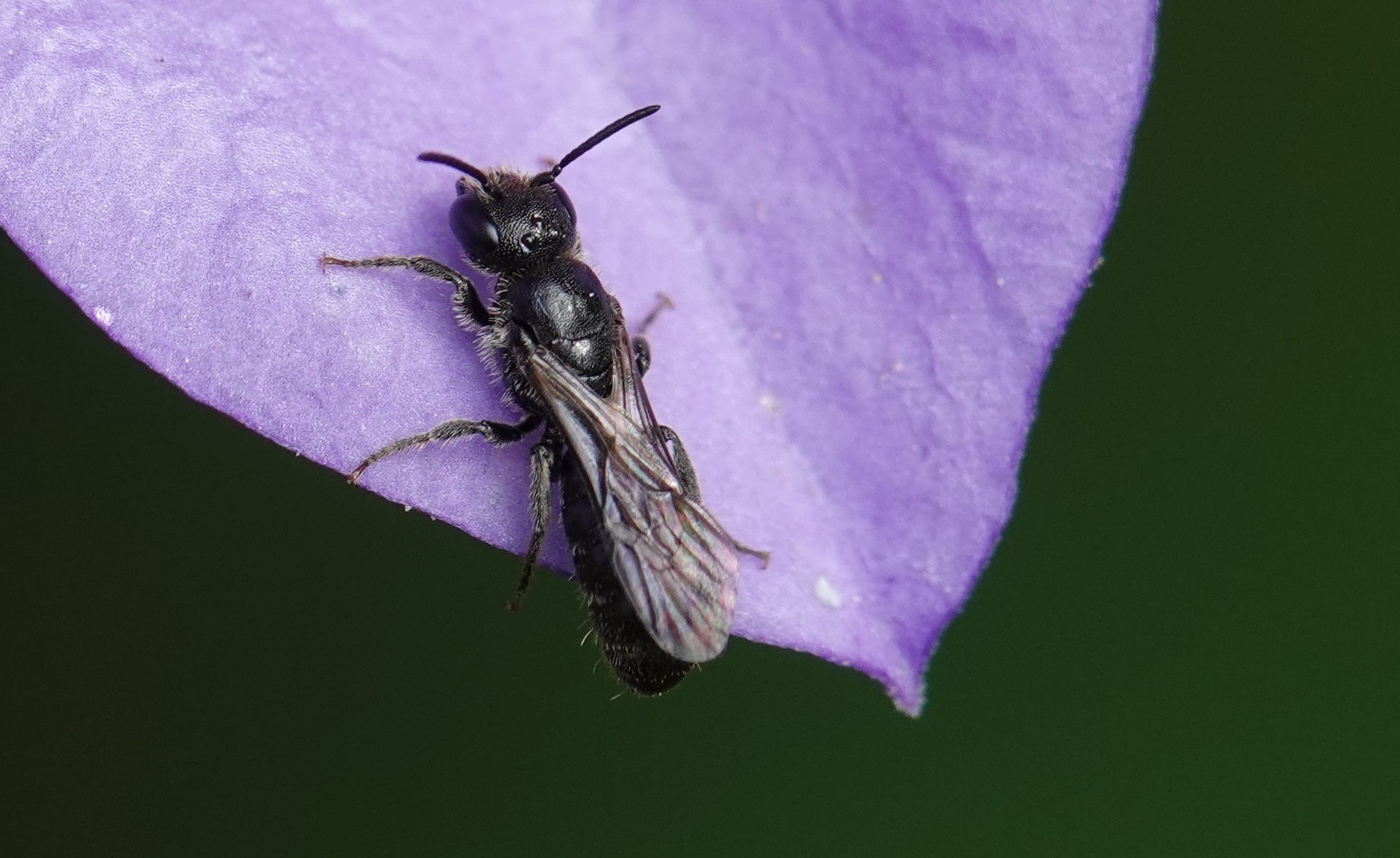
Chelostoma campanularum

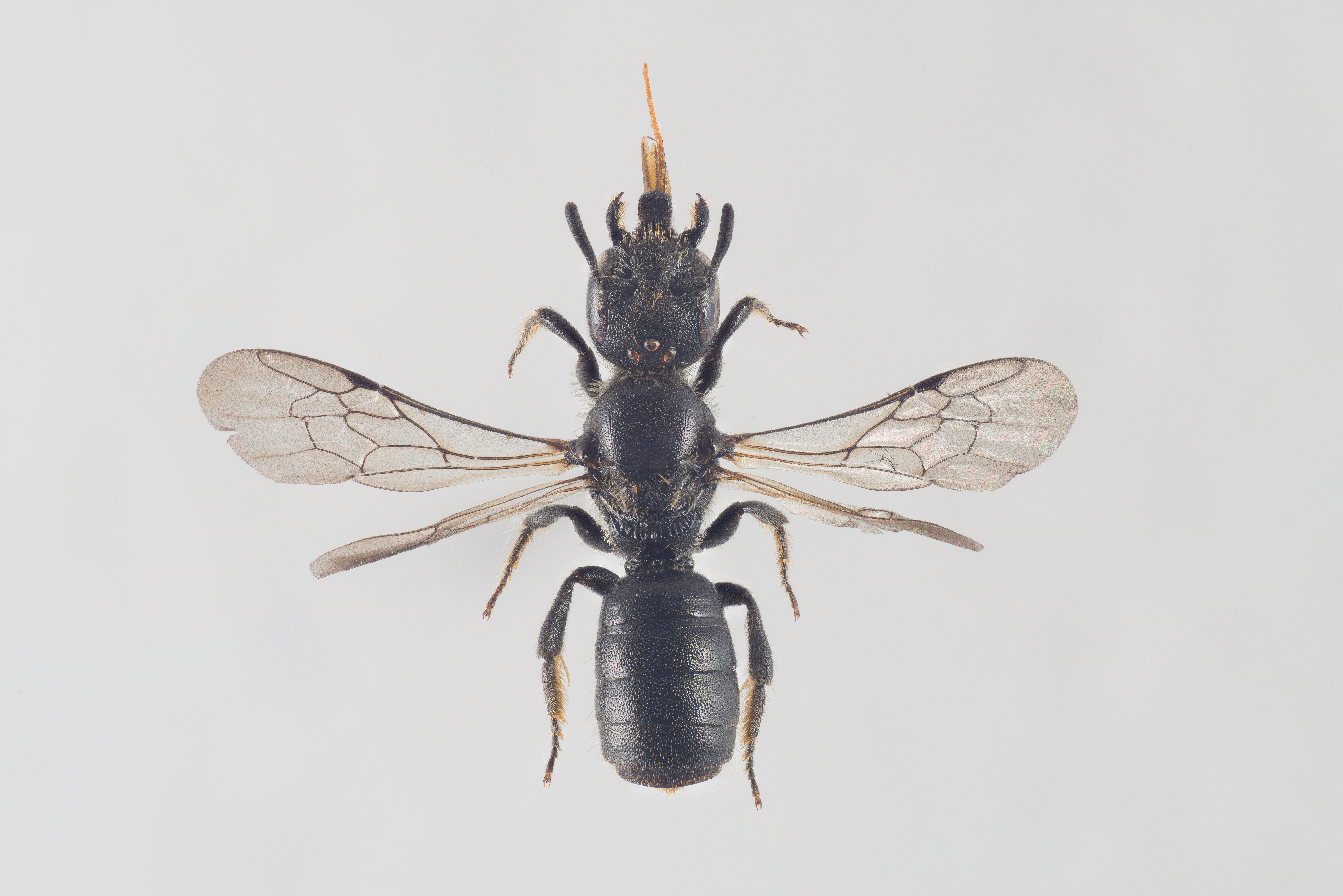
Chelostoma campanularum

Plusieurs espèces de ce genre présentent une spécialisation florale marquée (oligolectisme), ne récoltant du pollen que sur certaines plantes, notamment les Campanulaceae,Hydrophyllaceae et Ranunculaceae.

## Liste des espèces
Actuellement, une cinquantaine d'espèces sont décrites dans le monde. Selon GBIF (28 avril 2025) :
- Chelostoma aegaeicum Müller, 2012
- Chelostoma aureocinctum (Bingham, 1897)
- Chelostoma bernardinum Michener, 1938
- Chelostoma bytinskii (Mavromoustakis, 1948)
- Chelostoma californicum Cresson, 1878
- Chelostoma campanularum (Kirby, 1802)
- Chelostoma carinocaudatum Wu, 2004
- Chelostoma carinoclypeatum Wu, 1992
- Chelostoma carinulum Pérez, 1895
- Chelostoma clypeale Müller, 2015
- Chelostoma cockerelli Michener, 1938
- Chelostoma comosum Müller, 2012
- Chelostoma diodon Schletterer, 1889
- Chelostoma distinctum (Stoeckhert, 1929)
- Chelostoma dolosum (Benoist, 1935)
- Chelostoma edentulum Pérez, 1895
- Chelostoma emarginatum (Nylander, 1856)
- Chelostoma florisomne (Linnaeus, 1758)
- Chelostoma forcipatum (Benoist, 1928)
- Chelostoma foveolatum (Morawitz, 1868)
- Chelostoma galeridum (Warncke, 1991)
- Chelostoma garrulum (Warncke, 1991)
- Chelostoma grande (Nylander, 1852)
- Chelostoma handlirschi Schletterer, 1889
- Chelostoma hebraeum (Benoist, 1935)
- Chelostoma hellenicum (Benoist, 1938)
- Chelostoma incisulum Michener, 1938
- Chelostoma incognitum Müller, 2012
- Chelostoma isabellinum (Warncke, 1991)
- Chelostoma josefi M.Schwarz & Gusenleitner, 2000
- Chelostoma laticaudum (Benoist, 1938)
- Chelostoma longifacies Müller, 2012
- Chelostoma longilabrare Wu, 2004
- Chelostoma lucens (Benoist, 1928)
- Chelostoma maidli (Benoist, 1935)
- Chelostoma marginatum Michener, 1938
- Chelostoma minutum Crawford, 1916
- Chelostoma mocsaryi Schletterer, 1889
- Chelostoma nasutum Pérez, 1895
- Chelostoma orientale Schletterer, 1890
- Chelostoma palaestinum (Benoist, 1935)
- Chelostoma petersi (Tkalcu, 1984)
- Chelostoma phaceliae Michener, 1938
- Chelostoma philadelphi (Robertson, 1891)
- Chelostoma rapunculi (Lepeletier, 1841)
- Chelostoma schlettereri (Friese, 1899)
- Chelostoma siciliae Müller, 2012
- Chelostoma spec (Kirby, 1802)
- Chelostoma spec (Lepeletier, 1841)
- Chelostoma spec Perez, 1895
- Chelostoma styriacum M.Schwarz & Gusenleitner, 1999
- Chelostoma sublamellum Wu, 1992
- Chelostoma subnitidum (Benoist, 1935)
- Chelostoma tetramerum Michener, 1942
- Chelostoma tonsum Müller, 2015
- Chelostoma torquillum (Warncke, 1991)
- Chelostoma transversum (Friese, 1897)
- Chelostoma ventrale Schletterer, 1889
- Chelostoma xizangense Wu, 1982

## Systématique
Le nom valide complet (avec auteur) de ce taxon est Chelostoma Latreille, 1809.
Chelostoma a pour synonymes :
- Cheilostoma Gistl, 1848
- Chilostoma Latreille, 1809

## Conservation
Ces abeilles solitaires sont souvent limitées par des exigences écologiques spécifiques, telles un nombre restreint de plantes hôtes, des habitats particuliers, ou encore un rayon de butinage restreint à seulement quelques centaines de mètres autour du nid,. Ces contraintes écologiques rendent les Chelostoma particulièrement sensibles aux perturbations de leur environnement, notamment à la fragmentation des habitats ou à la raréfaction des ressources florales.
La conservation des espèces du genre Chelostoma reste toutefois mal connue à l’échelle globale, en raison du manque d’études ciblées et de données complètes sur leur écologie et leur répartition. Ce déficit est illustré dans la Liste rouge des abeilles d’Europe publiée par l’UICN en 2014, où sur 22 espèces évaluées, la moitié est classée en préoccupation mineure (LC) et l’autre moitié en données insuffisantes (DD). 
À l’échelle nationale, plusieurs listes rouges révèlent toutefois des déclins locaux. Par exemple, Chelostoma distinctum est considérée comme vulnérable (VU) en Belgique et en danger (EN) aux Pays-Bas, tandis que C. ventrale serait éteinte localement, en République tchèque. En Suisse, deux espèces sont classées comme menacées (C. emarginatum, CR ; C. grande, VU, toutes deux figurant parmi les espèces prioritaires nationales) et une autre comme quasi menacée (C. foveolatum, NT).
Bien qu’il existe peu d’initiatives globales spécifiquement consacrées aux chélostomes, ces abeilles peuvent bénéficier de plusieurs programmes régionaux ou continentaux visant la préservation de la biodiversité et des habitats. C’est le cas notamment du programme européen LIFE, du réseau Natura 2000 ou des Mesures Agro-Environnementales et Climatiques (MAEC).
Certaines mesures de gestion favorables incluent le maintien ou l'installation de structures de bois mort (comme les souches ou branches tombées), qui offrent des sites de nidification potentiels. Le préservation de plantes hôtes à proximité de ces structures est également recommandé, en raison de la faible capacité de dispersion des chélostomes au délà de leur nid,,.
La recherche fondamentale sur leur écologie, leur cycle de vie, la dynamique de leurs populations ou leur sensibilité aux pesticides est essentielle pour identifier les principales menaces pesant sur ces espèces et orienter les stratégies de conservation de manière ciblée.